# بجفاص
بجفاص (به عربی: بجفاص) یک روستا در سوریه است که در ناحیه سراقب واقع شده‌است. بجفاص ۵۱۳ نفر جمعیت دارد.